# 1990 في نيكاراغوا
فيما يلي قوائم الأحداث التي وقعت خلال عام 1990 في نيكاراغوا.

## سياسة

### تعيين في المنصب
- 25 أبريل – فيوليتا تشامورو رئيس نيكاراغوا.

### انتهاء فترة المنصب
- 25 أبريل – دانييل أورتيغا رئيس نيكاراغوا.

## مواليد

### يناير
- 22 يناير – دانييلا توريس متسابقة ملكة جَمال نيكاراغوايانية.

### يونيو
- 1 يونيو – إريك رودريغيز رياضي نيكاراغوي.

### يوليو
- 21 يوليو – دانيال رييس لاعب كرة قدم نيكاراغوي.

## وفيات

### مارس
- 23 مارس – رينيه إنريكيز (مواليد 1933) ممثل أمريكي.